# Берёзовка (Высокогорский район)
Берёзовка — посёлок в Высокогорском районе Татарстана. Входит в состав Красносельского сельского поселения.

## География
Находится в северо-западной части Татарстана на расстоянии приблизительно 4 км на юго-запад по прямой от районного центра посёлка Высокая Гора.

## История
Основан официально в 1960 году.

## Население
Постоянных жителей было: в 1970 году— 758, в 1989—834, 750 в 2002 году (русские 41 %, татары 57 %), 737 в 2010.

## Разное
В окрестностях посёлка расположен детский лагерь «Молодёжный» (бывший «Звёздочка» завода «Точмаш»).